# Scyliorhinus torazame
Scyliorhinus torazame é uma espécie comum de tubarão-gato, pertencente à família Scyliorhinidae. É um tubarão de fundo que habita recifes rochosos no noroeste do Oceano Pacífico, da costa a uma profundidade de 320 metros. Com até 50 cm de comprimento, este tubarão pequeno e esguio tem uma cabeça estreita com um focinho curto, sem sulcos entre as narinas e a boca e sulcos na mandíbula inferior, mas não na superior. Também é caracterizado por pele e coloração extremamente ásperas, consistindo de uma série de selas marrons escuras nas costas e na cauda, além de várias manchas mais escuras e claras em indivíduos maiores.
A dieta do tubarão-gato-nublado consiste em moluscos, crustáceos e peixes ósseos. É ovíparo, com fêmeas colocando ovos encapsulados dois de cada vez em áreas de viveiro. Os grampos do macho têm numerosos ganchos que provavelmente servem para facilitar a cópula. Este tubarão inofensivo pode ser facilmente mantido em cativeiro e é usado como um organismo modelo para pesquisa biológica. É capturado incidentalmente e geralmente descartado pela pesca comercial. Essas atividades não parecem ter afetado negativamente sua população, fazendo com que ela seja listada em Menos Preocupação pela União Internacional para Conservação da Natureza (IUCN).

## Taxonomia
A descrição original do tubarão-gato-nublado foi publicada em 1908 por Shigeho Tanaka no Jornal da Faculdade de Ciências da Universidade de Tóquio. Ele deu a ele o epíteto específico torazame, que é seu nome japonês (虎 鮫, literalmente "tubarão-tigre") e o atribuiu ao gênero Catulus. O espécime tipo era um macho adulto de 45 cm de comprimento, capturado em Misaki, Kanagawa, Japão. Os autores subsequentes sinonimizaram Catulus e Scyliorhinus.

## Descrição

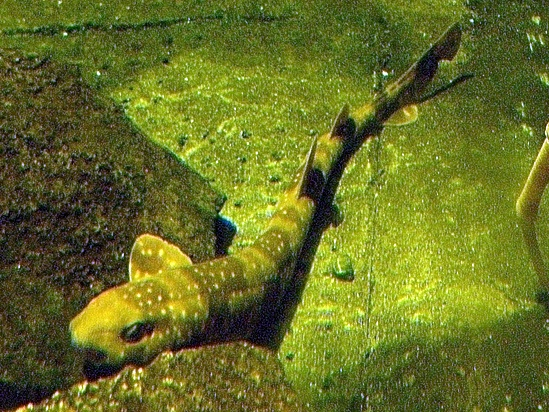

O tubarão-gato-nublado atinge 50 cm de comprimento e possui um corpo fino, profundo e firme. A cabeça estreita compõe-se ligeiramente abaixo de um sexto do comprimento total e tem dois terços da largura e comprimento. O focinho é curto e arredondado. As narinas grandes são precedidas por pequenos retalhos triangulares de pele que não atingem a boca larga. Os olhos de tamanho médio são horizontalmente ovais, equipados com membranas nictitantes rudimentares (terceiras pálpebras protetoras) e seguidas de espiráculos moderados. Não há sulcos entre as narinas e a boca. Existem sulcos que se estendem dos cantos da boca apenas sobre a mandíbula inferior. Os dentes pequenos têm uma cúspide central longa, tipicamente flanqueada por dois pares de cúspides. Os cinco pares de fendas branquiais são curtos, com o quarto par sobre as origens da barbatana peitoral.
As duas barbatanas dorsais são colocadas em direção à parte de trás do corpo, sendo a primeira originada na parte traseira das bases da barbatana pélvica. A primeira barbatana dorsal tem um ápice arredondado e é maior que a segunda barbatana dorsal, que tem uma forma mais angular. As barbatanas peitoral e pélvica são de tamanho moderado. Nos machos, as margens internas das barbatanas pélvicas são fundidas para formar um "avental" sobre os longos fechos cilíndricos. A origem da barbatana anal situa-se aproximadamente entre as barbatanas dorsais. O pedúnculo caudal é tão profundo quanto o corpo e leva a uma barbatana caudal baixa, com um lobo inferior indistinto e um entalhe ventral próximo à ponta do lobo superior. A pele é espessa e muito áspera devido aos dentículos dérmicos, grandes e retos com três dentes voltados para trás. Esta espécie é marrom nas costas e nas laterais, com 6 a 10 selas dorsais mais escuras indistintas e amarelada no lado ventral. Os tubarões maiores também têm muitos pontos claros e escuros grandes, de forma irregular.

## Distribuição e habitat
O tubarão-gato-nublado é comum no noroeste do Pacífico, próximo ao Japão, Coréia, China e possivelmente nas Filipinas. Habitante de fundo na natureza, esta espécie pode ser encontrada desde a costa até uma profundidade de 320 metros na plataforma continental e na encosta continental superior. Favorece recifes rochosos e não parece ser migratório.

## Biologia e ecologia

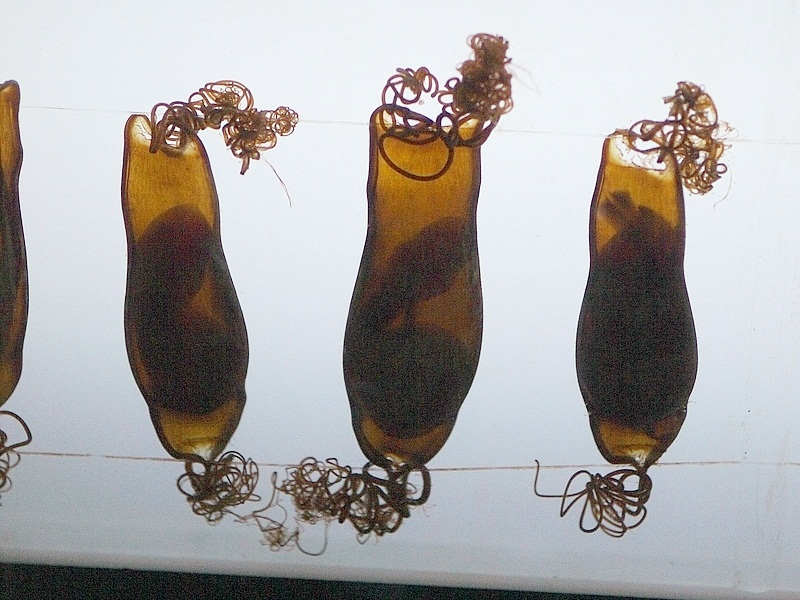

O tubarão-gato-nublado se alimenta principalmente de moluscos, seguidos por crustáceos e peixes ósseos. Um predador de ambos os tubarão e seus ovos é Cephaloscyllium umbratile. Um parasita conhecido dessa espécie é o mixosporídeo Chloromyxum scyliorhinum. A reprodução é ovípara; fêmeas adultas têm um único ovário funcional e dois ovidutos funcionais. Como um prelúdio para o acasalamento, o macho morde a barbatana peitoral, o lado e a região branquial da fêmea. Uma vez que ele tem um aperto, ele envolve seu corpo em torno do dela e insere um de seus clásperes na cloaca dela. A cópula pode durar entre 15 segundos e 4 minutos. Os grampos do macho são incomuns, pois cada um tem uma fileira de cerca de cem ganchos correndo ao longo da margem interna. Esses ganchos provavelmente servem para ancorar o macho à fêmea durante a cópula. A fêmea é capaz de armazenar espermatozóides dentro da glândula nidamental (um órgão que secreta casos de óvulos) por muitos meses.
As fêmeas produzem dois ovos maduros de cada vez, um por oviduto. Os ovos são embalados em cápsulas amarelas, translúcidas e lisas em forma de vaso, medindo 1,9 cm de diâmetro e 5,5 cm de comprimento. Existem gavinhas longas nos quatro cantos da cápsula. Os ovos são depositados em áreas definidas de viveiro: Uma dessas áreas está localizada a uma profundidade de 100 metros na costa de Hakodate. Quando o embrião tem 3,6 cm de comprimento, apresenta brânquias externas, barbatanas subdesenvolvidas e sem pigmentação. Com um comprimento embrionário de 5,8 cm, as brânquias externas praticamente desapareceram e uma cobertura de pequenos dentículos está presente. Com 7,9 cm de comprimento, o embrião tem barbatanas e pigmentação bem desenvolvidas e geralmente se assemelha ao adulto. Os ovos levam 15 meses para eclodir a 11,3 ° C 7 a 9 meses para eclodir a 14,5 ° C. O tubarão recém-eclodido mede 8 cm de comprimento ou mais. O tamanho da maturação tende a aumentar com a diminuição da temperatura da água: no norte de Hakodate, ambos os sexos amadurecem com mais de 38 cm de comprimento, enquanto algumas fêmeas permanecem imaturas mesmo com 47 cm de comprimento. Por outro lado, na Ilha Tsushima, ao sul, ambos os sexos amadurecem com cerca de 33 cm de comprimento. A vida útil máxima é de pelo menos 12 anos.

## Interações humanas

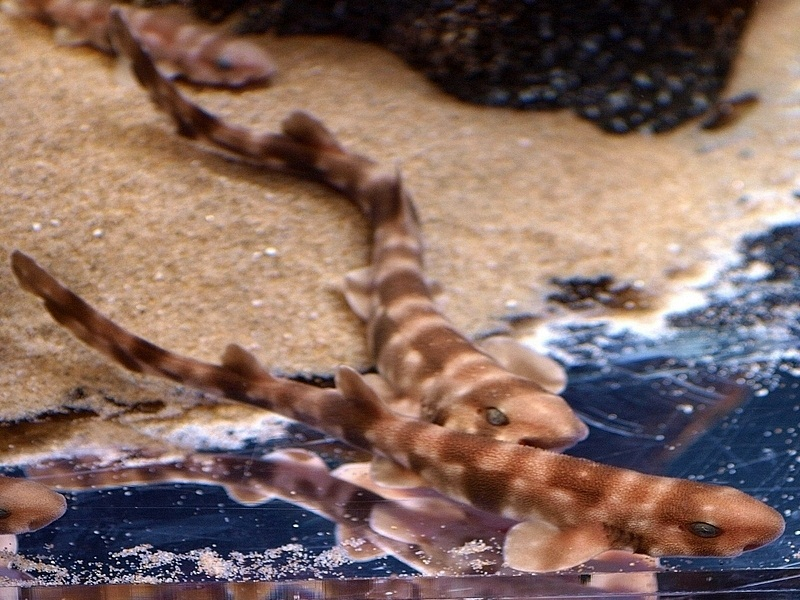

Inofensivo para os seres humanos, o tubarão-gato-nublado se adapta bem ao cativeiro e se reproduz no aquário. É frequentemente usado como um organismo modelo na pesquisa em fisiologia. Em 25 de setembro de 1995, Masuda Motoyashi e seus colegas usaram essa espécie para realizar a primeira inseminação artificial bem-sucedida de um tubarão ou raia. O tubarão-gato-nublado é capturado incidentalmente pela pesca comercial com redes de pesca de fundo, incluindo redes de arrasto e redes de emalhar, bem como nos palangres de fundo. Os indivíduos capturados geralmente são descartados, possivelmente com uma alta taxa de sobrevivência devido à sua resistência. Cerca de 40% dos peixes descartados na pesca da prefeitura de Yamaguchi são desta espécie. A pesca de arrasto de fundo que opera na província de Fukushima pode capturar anualmente mais de uma tonelada de tubarões nublados, que também são descartados.
Apesar da forte pressão de pesca dentro do seu alcance, o tubarão-gato nublado permanece comum, talvez porque possa ser mais produtivo biologicamente do que a maioria dos outros tubarões. Como resultado, foi avaliado como o de menor preocupação pela União Internacional para Conservação da Natureza (IUCN). Descobriu-se que os tubarões-gato-nublado de vários locais fora do Japão estão contaminados com bifenilos policlorados (PCBs) e diclorodifenildicloroetileno (DDEs), que eles adquirem com seus alimentos. Uma fonte provável desses poluentes é o uso do pesticida DDT pelos países em desenvolvimento no sul da Ásia.